# ブルメンダール
ブルメンダール（オランダ語: Bloemendaal [ˈblu.mə(n).ˌdaːɫ] ( 音声ファイル)）は、オランダの北ホラント州にある基礎自治体（ヘメーンテ）および町。オランダの中央統計局によれば、オランダで最も裕福な町である。

## 地区
ブルメンダール基礎自治体は、下記の市町村ないし地区からなる。
- ベンネブルク (Bennebroek)
- ブルメンダール (Bloemendaal)
- アエルデンハウト (Aerdenhout)
- ブルメンダール・アーン・ゼー (Bloemendaal aan Zee)
- オーフェルフェーン (Overveen)
- フォーヘレンザング (Vogelenzang)

2013年に作製されたブルメンダール市の地図

## 行政
ブルメンダール市議会の定数は19である。会派別の議席数は下記の通り。
- 自由民主国民党 (VVD) 8
- キリスト教民主アピール (CDA) 4
- 民主66 3
- 労働党 (PvdA) 2
- 自由ブルメンダール 1
- 緑の左派 1

## 交通
ブルメンダール駅、オーフェルフェーン駅、ヘームステーデ＝アエルデンハウト駅が置かれている。

## スポーツ
オランダで最も有名なフィールドホッケークラブのひとつ、HCブルメンダールの本拠地である。その男子一部チームはほとんど毎年のように、オランダタイトルを目指している。